# Rundu

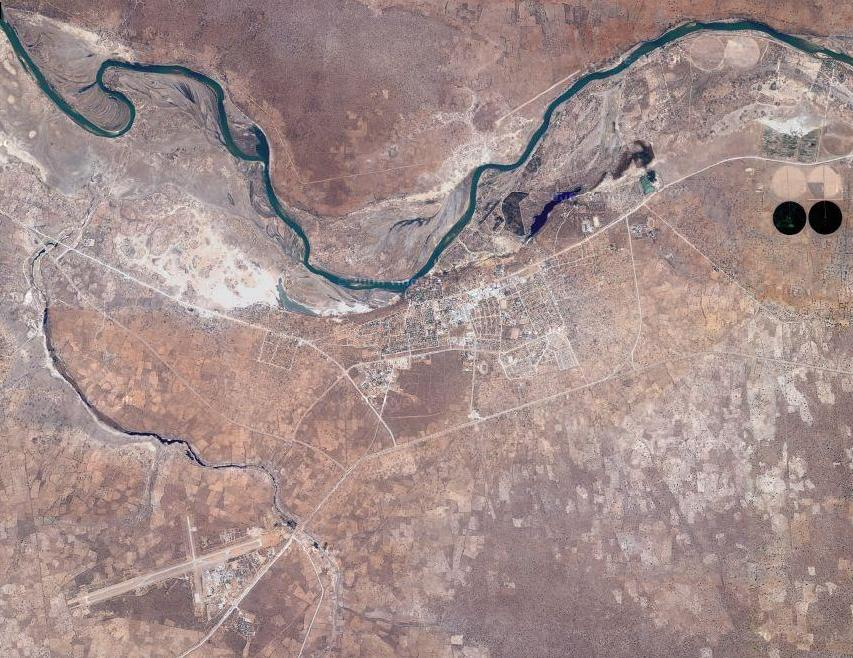
Imagen satelital de Rundu

Rundu es la capital de la región administrativa de Namibia del Kavango del Este. Está situada al noreste de Namibia, en la frontera con Angola, a las orillas del río Kavango, a unos 1000 metros sobre el nivel del mar. El lugar recibe normalmente una precipitación media anual de 565 milímetros (22.2 in), aunque en la temporada de lluvias de 2010/2011 se midieron 757 milímetros (29.8 in).
Sobre las márgenes del río Okavango, Rundu es considerada la puerta a la región de Caprivi, y es el último puesto de abastecimiento hasta Katima Mulilo, a más de 500 km de distancia.
Según el censo de población de 2001, Rundu es la segunda ciudad más poblada de Namibia con 44.413 habitantes; la mayoría de ellos pertenecen a la etnia kavango (se estima que en 2012 la cantidad de habitantes aumentó hasta pasados los 80.000).

## Historia
En 1936 se convirtió en la sede del gobernador local, ya que reemplazó a Nkurenkuru como capital del distrito de Kavango. La ciudad se ha convertido desde entonces en una ciudad multilingüe de la región de Kavango y sólo recientemente su estado oficial se cambió a la de una ciudad.
Desde el año 1993, la Catedral de Santa María de Rundu es la sede episcopal del Vicariato Apostólico de Rundu, de la Iglesia católica.

## Clima
Cheboksary tiene un clima semiárido (según la clasificación climática de Köppen BSh), los veranos son calurosos y los inviernos son relativamente suaves (con días calurosos y chiles para refrescar las noches). La precipitación media anual es de 571 mm (22.4 in).
| Parámetros climáticos promedio de Rundu, Namibia | Parámetros climáticos promedio de Rundu, Namibia | Parámetros climáticos promedio de Rundu, Namibia | Parámetros climáticos promedio de Rundu, Namibia | Parámetros climáticos promedio de Rundu, Namibia | Parámetros climáticos promedio de Rundu, Namibia | Parámetros climáticos promedio de Rundu, Namibia | Parámetros climáticos promedio de Rundu, Namibia | Parámetros climáticos promedio de Rundu, Namibia | Parámetros climáticos promedio de Rundu, Namibia | Parámetros climáticos promedio de Rundu, Namibia | Parámetros climáticos promedio de Rundu, Namibia | Parámetros climáticos promedio de Rundu, Namibia | Parámetros climáticos promedio de Rundu, Namibia |
| Mes                                              | Ene.                                             | Feb.                                             | Mar.                                             | Abr.                                             | May.                                             | Jun.                                             | Jul.                                             | Ago.                                             | Sep.                                             | Oct.                                             | Nov.                                             | Dic.                                             | Anual                                            |
| ------------------------------------------------ | ------------------------------------------------ | ------------------------------------------------ | ------------------------------------------------ | ------------------------------------------------ | ------------------------------------------------ | ------------------------------------------------ | ------------------------------------------------ | ------------------------------------------------ | ------------------------------------------------ | ------------------------------------------------ | ------------------------------------------------ | ------------------------------------------------ | ------------------------------------------------ |
| Temp. máx. media (°C)                            | 36.1                                             | 34.0                                             | 33.2                                             | 30.3                                             | 27.1                                             | 21.0                                             | 22.4                                             | 23.5                                             | 26.9                                             | 30.6                                             | 33.8                                             | 35.7                                             | 29.6                                             |
| Temp. mín. media (°C)                            | 22.1                                             | 21.0                                             | 18.1                                             | 16.0                                             | 12.1                                             | 9.1                                              | 10.1                                             | 9.6                                              | 14.5                                             | 16.1                                             | 19.0                                             | 22.6                                             | 15.9                                             |
| Lluvias (mm)                                     | 136                                              | 116                                              | 89                                               | 36                                               | 0                                                | 0                                                | 9                                                | 3                                                | 44                                               | 50                                               | 86                                               | 122                                              | 691.0                                            |
| Días de lluvias (≥ 1 mm)                         | 12.0                                             | 9.0                                              | 9.0                                              | 5.0                                              | 0.0                                              | 0.0                                              | 3.0                                              | 1.0                                              | 5.0                                              | 5.0                                              | 10.0                                             | 12.0                                             | 71.0                                             |
| Horas de sol                                     | 344.0                                            | 330.0                                            | 322.0                                            | 288.0                                            | 244.0                                            | 216.0                                            | 225.0                                            | 230.0                                            | 259.0                                            | 275.0                                            | 316.0                                            | 343.0                                            | 3392.0                                           |
| Humedad relativa (%)                             | 30                                               | 30                                               | 45                                               | 44                                               | 44                                               | 50                                               | 52                                               | 52                                               | 49                                               | 39                                               | 30                                               | 30                                               | 41.3                                             |
| Fuente: WCG                                      |                                                  |                                                  |                                                  |                                                  |                                                  |                                                  |                                                  |                                                  |                                                  |                                                  |                                                  |                                                  |                                                  |

## Economía
Durante el periodo de ocupación de Namibia (entonces llamado África del Sudoeste) por parte de Sudáfrica, y mientras se aplicaron las políticas de desarrollo separado del apartheid, la ciudad fue capital administrativa del bantustán de Kavangolandia.
Rundu fue el mayor centro de operaciones de las fuerzas armadas sudafricanas durante el conflicto bélico contra SWAPO (1966-1988).

## Transporte
El Aeropuerto de Rundu, usado sobre todo para el turismo y la carga, está 5 kilómetros (3,1 millas) al sudoeste de la ciudad.
El Hospital Estatal de Rundu está situado en el centro de la ciudad, de la calle Markus Siwarongo. Es el hospital más grande de Kavango del Este.

## Ciudades hermanadas
Rundu mantiene un hermanamiento de ciudades con:
- Cheboksary, Volga, Rusia.
- Nieuwegein, Utrecht, Países Bajos.